# 细叶蓝钟花
细叶蓝钟花（学名：Cyananthus delavayi）为桔梗科蓝钟花属下的一个种。为中国的特有植物。分布在中国大陆的四川、云南等地，生长于海拔2,800米至4,000米的地区，多生于石灰质山坡草地以及林边碎石地上。

## 扩展阅读
- 維基物種上的相關：细叶蓝钟花